# Suàn shù shū
Suàn shù shū (筭數書) eller Texter om beräkningar är den äldsta kända kinesiska matematiska texten och dateras till mellan 202 f.Kr. och 186 f.Kr..
Texten hittades i gravkammare M247 på begravningsplatens nära Zhangjiashan i Hubeiprovinsen vid utgrävningar 1983. Gravkammaren tillhörde en anonym civil tjänare under den tidiga Västra Handynastin. I gravkammaren fanns 1200 bambustavar skrivna med bläck. Ursprungligen var stavarna sammanbundna men banden som höll dem samman hade förmultnat och det tog kinesiska vetenskapsmän 17 år att sätta placera stavarna i rätt ordning. Förutom det matematiska texterna innehåller stavarna stadgar, lag och terapeutiska texter.
Suàn shù shū innefattar 200 stavar skrivna med bläck av vilka 180 var intakta, de andra hade ruttnat. Stavarna beskriver 69 matematiska problem från en mängd olika källor. Två namn, Wáng och Yáng, hittades i texterna och det var troligen två av skrivarna. Varje problem består av en fråga och ett svar följt av en metod för att komma fram till svaret. Problemen innefattar: elementär aritmetik, bråk, invers fördelning, faktoriseringav tal, geometrisk funktion, ränteuträkningar och problemhantering, omvandling mellan olika enheter, regula falsi-metoden för att finna roten och utdragningen av ungefärliga Kvadratrötter, uträkningar av volym för olika tredimensionella former, relativ storlek på en kvadrat och dess inskrivna cirkel, beräkning av en rektangels okända sida med hjälp av en känd sida samt arean. Alla beräkningar av omkrets och area av cirklar är ungefärliga eftersom man utgick ifrån π = 3.
Texten har översatts till engelska av Christopher Cullen, direktör för Needham Research Institute.